# Oregon Ballot Measure 80
Oregon Ballot Measure 80 war ein Volksentscheid, der im US-Bundesstaat Oregon 2012 abgelehnt wurde, jedoch 2014 als Oregon Ballot Measure 91 angenommen wurde.
Die Gesetzesinitiative Oregon Ballot Measure 80 sah vor, den persönlichen Marihuana-/Hanfanbau sowie die Nutzung von Marihuana ohne Genehmigung zu legalisieren; ebenso sah sie die Regulierung von kommerziellem Marihuana-Anbau/Verkauf vor.

## Ergebnis der Abstimmung
Oregon Ballot Measure 80 wurde mit 923.071 (55,8 %) zu 810.538 (44,2 %) Stimmen abgelehnt.